# Estadio Municipal de Casa Grande
El Estadio Municipal de Casa Grande es un recinto deportivo ubicado en el distrito de Casa Grande, en la Provincia de Ascope, Región La Libertad, Perú. Cuenta con una capacidad o aforo total para 8000 espectadores. En el 2013, sirvió de escenario como local de la Universidad César Vallejo mientras el Estadio Mansiche era remodelado para los Juegos Bolivarianos de ese año en Trujillo. Para el 2017 la Universidad César Vallejo ha llevado algunos partidos ahí por la Segunda División del Perú como su estadio alterno.
En el año 2018, los equipos de la Primera División del Perú, Carlos A. Mannucci y la Universidad César Vallejo jugaron sus partidos de local en el Estadio Municipal de Casa Grande, debido a que el Estadio Mansiche de Trujillo no pasó de las inspecciones de edificaciones de defensa civil, sobre luminarias y el mal estado de los techos de la tribuna de occidente.

## Finales y definiciones
| Fecha      | Local                     | Resultado | Visitante          | Competición                          |
| ---------- | ------------------------- | --------- | ------------------ | ------------------------------------ |
| 02-12-2018 | Universidad César Vallejo | 3 - 1     | Carlos A. Mannucci | Final Segunda División 2018 (Vuelta) |